# Guarda Real da Jordânia
A Guarda Real da Jordânia, oficialmente Comando Especial da Guarda Real da Jordânia, faz parte das Forças Armadas da Jordânia e é composta por duas brigadas de combate de infantaria, uma guarda cerimonial, um centro de treinamento e uma unidade montada a cavalo. As brigadas de combate estão divididas em batalhões de infantaria blindada e de apoio de fogo, bem como em um batalhão especial de defesa aérea. A Brigada da Guarda Real é uma das unidades de elite do exército jordaniano e é a principal responsável pela proteção militar e defesa da dinastia real Hachemita.

## Estrutura organizacional

### Brigada da Guarda Real Hamza Ibn Abd Al-Muttalib (Sayed Al-Shuhada)

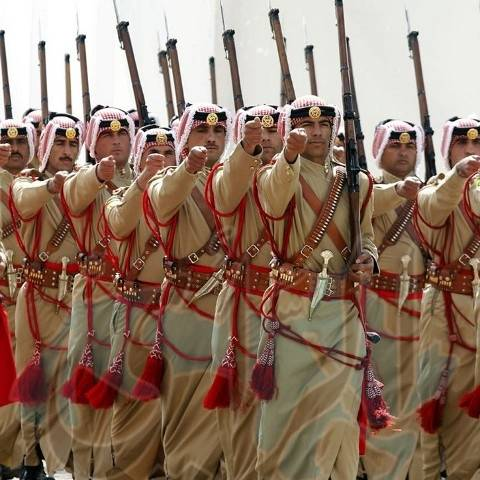
Desfile da Guarda Real em uniforme tradicional.

A Brigada da Guarda Real está baseada em Amã. Os seus membros são em grande parte recrutados nas tribos beduínas mais leais da margem oriental da Jordânia. Não deve ser confundida com a Guarda-Costas Circassiana do rei que, embora faça parte do Comando Especial da Guarda Real, é uma unidade separada designada principalmente para tarefas cerimoniais no interior dos vários palácios reais da Jordânia.
Estrutura da Brigada:
- Quartel-General da Brigada
- Grupo Especial de Segurança de Sua Majestade (مجموعة الأمن الخاص لجلالة القائد الأعلى)
- Grupo Distrital de Muhammadiyah (مجموعة منطقة المحمدية)
- Grupo Distrital de Al-Maqqar Ala'amir (مجموعة منطقة المقر العامر)
- Grupo de Apoio de Fogo (مجموعة الإسناد الناري)
- Grupo da Guarda de Honra (مجموعة حرس الشرف)
- Unidade Especial de Engenharia da Guarda Real (وحدة هندسة الحرس الملكي الخاص)
- Unidade de Cavaleiros da Guarda Real (montados a cavalo) (وحدة الفرسان)
- Centro de Treinamento da Guarda Real

#### Grupo Especial de Segurança de Sua Majestade
O Comando Especial da Guarda Real está sob o controle pessoal direto do Rei. O Grupo Especial de Segurança de Sua Majestade é uma unidade da Brigada da Guarda Real responsável pela segurança pessoal do rei e é basicamente o equivalente jordaniano do Serviço Secreto dos EUA. O Grupo Especial de Segurança de Sua Majestade acompanha o rei 24 horas por dia, sete dias por semana, e mantém a segurança em seus escritórios e em vários palácios. Anteriormente era comandado pelo irmão do rei, o príncipe Ali.

### 30ª Brigada de Missão Especial Hussein Bin Ali
A Brigada de Missão Especial tem dupla função. Embora forneça serviços de segurança ao palácio real, também é responsável pela proteção de outras importantes instituições estatais jordanianas e pela manutenção da segurança interna do Estado. Isto inclui operações de segurança antiterroristas em áreas urbanas.
Estrutura da Brigada:
- Quartel-General da Brigada
- Companhia de Comunicações
- 15º Batalhão de Missão Especial
- 16º Batalhão de Missão Especial
- 20º Batalhão de Missão Especial

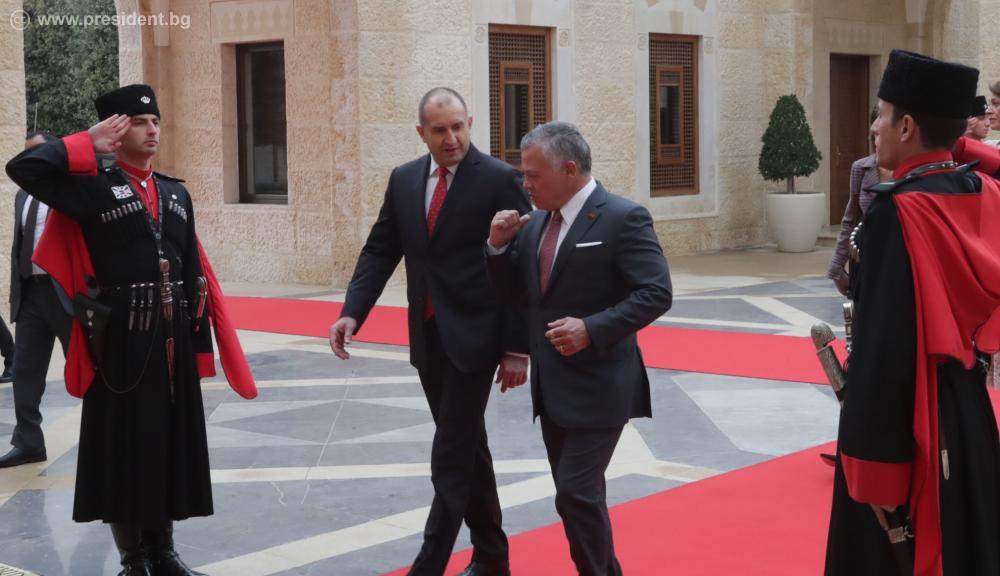
Os guarda-costas circassianos do rei.

- 14º Batalhão Especial de Defesa Aérea

### Guarda-costas circassianos
Os guarda-costas circassianos consistem atualmente em 14 homens selecionados entre as tribos circassianas da Jordânia, que atualmente somam cerca de 100.000 pessoas. Os novos recrutas devem completar oito meses de treinamento em defesa pessoal, segurança, protocolo do Palácio e técnicas militares antes de ingressar na unidade guarda-costas. Os guardas usam duas espadas cerimoniais: uma lâmina longa com uma gravura que diz “Se Deus te ajudar, ninguém poderá vencê-lo” e outra lâmina apelidada de “o aroma da morte”.

## Comandantes
- Brigadeiro Hussein Majali (?)[6]
- Tenente-Coronel Príncipe Ali bin Al-Hussein (1999 - 28 de janeiro de 2008)[2]